# Königsmoor
Königsmoor ist eine Gemeinde im Landkreis Harburg in Niedersachsen.

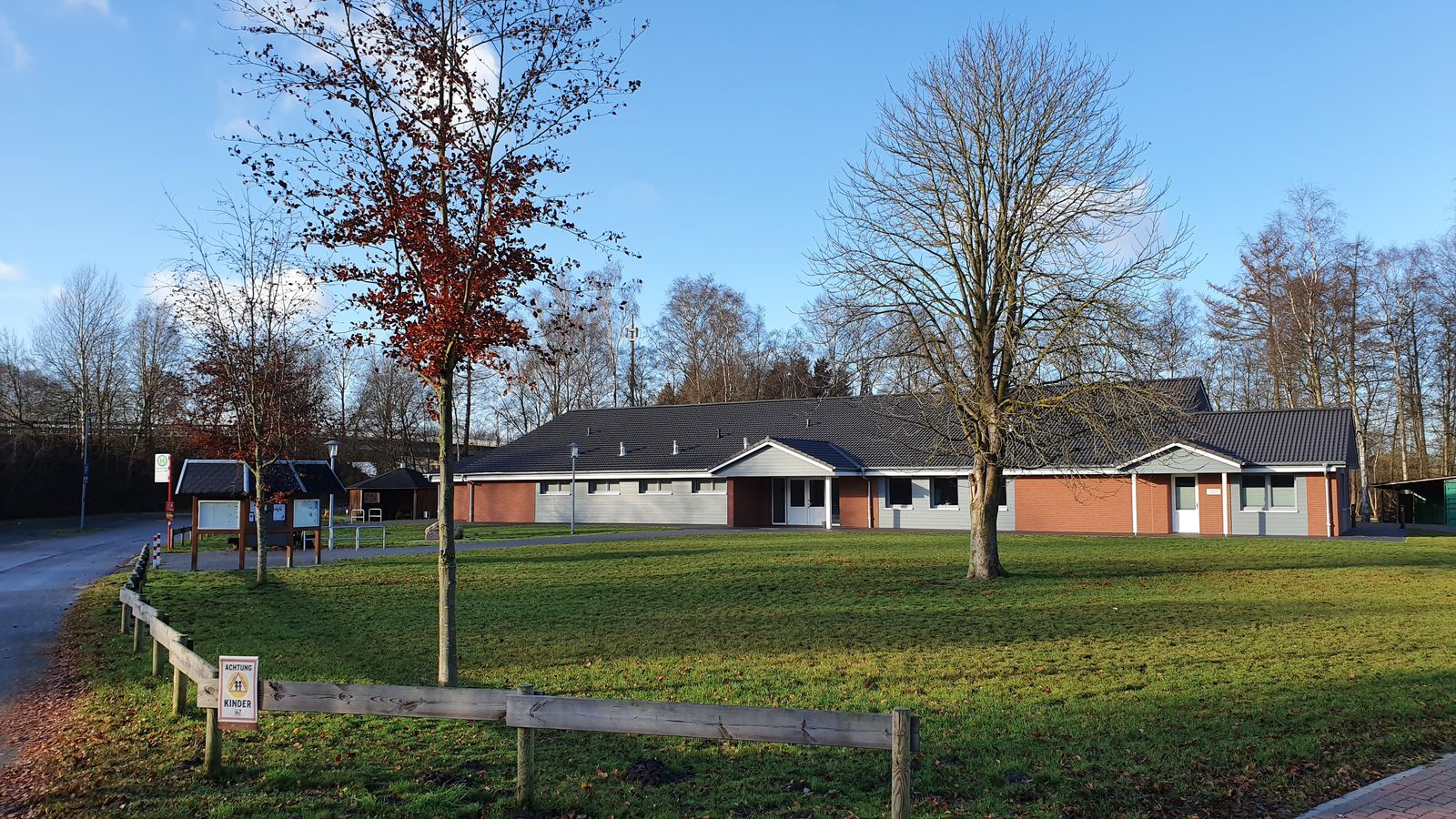
Moorhalle in Königsmoor

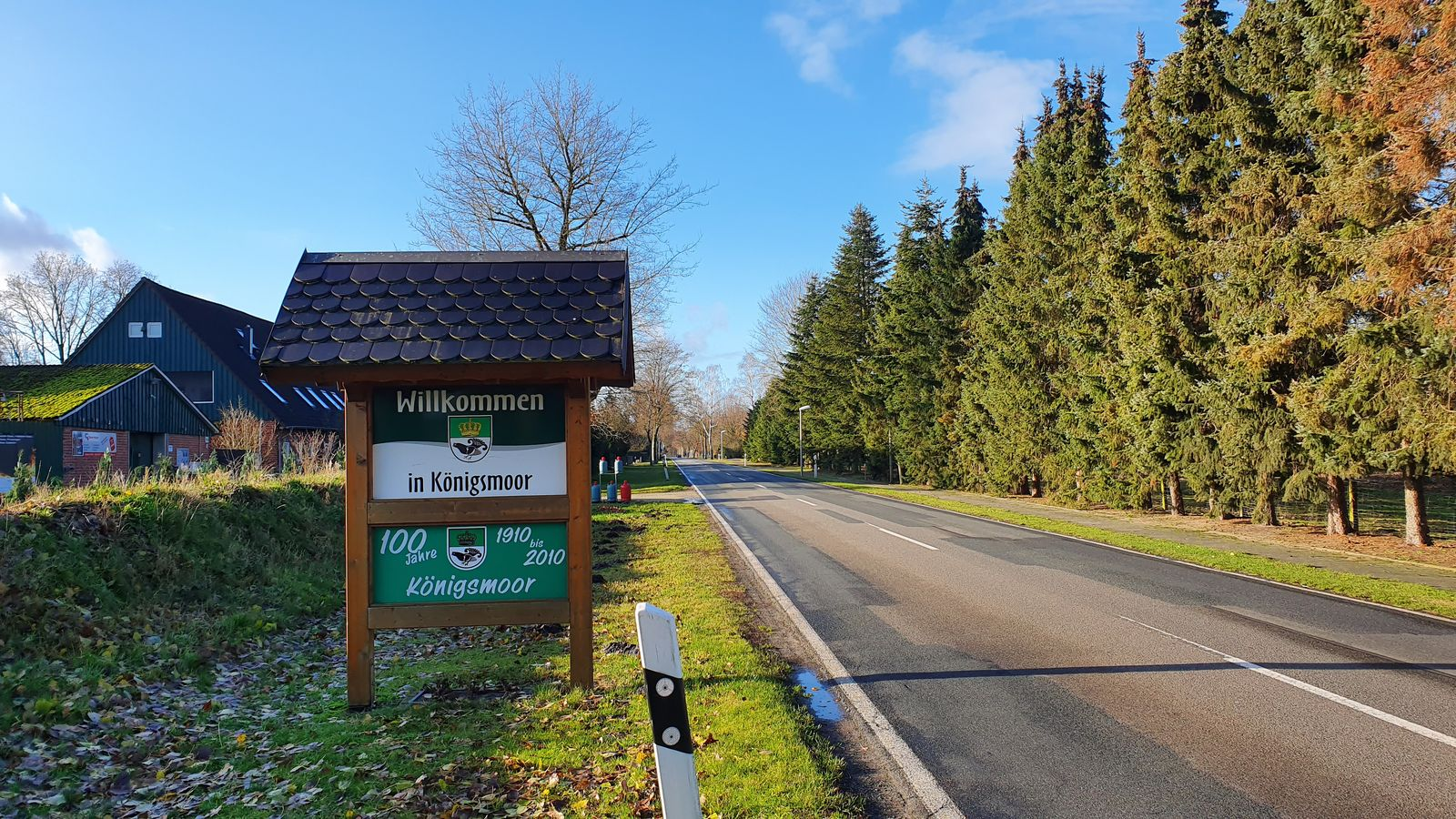
Königsmoor Ortseingang

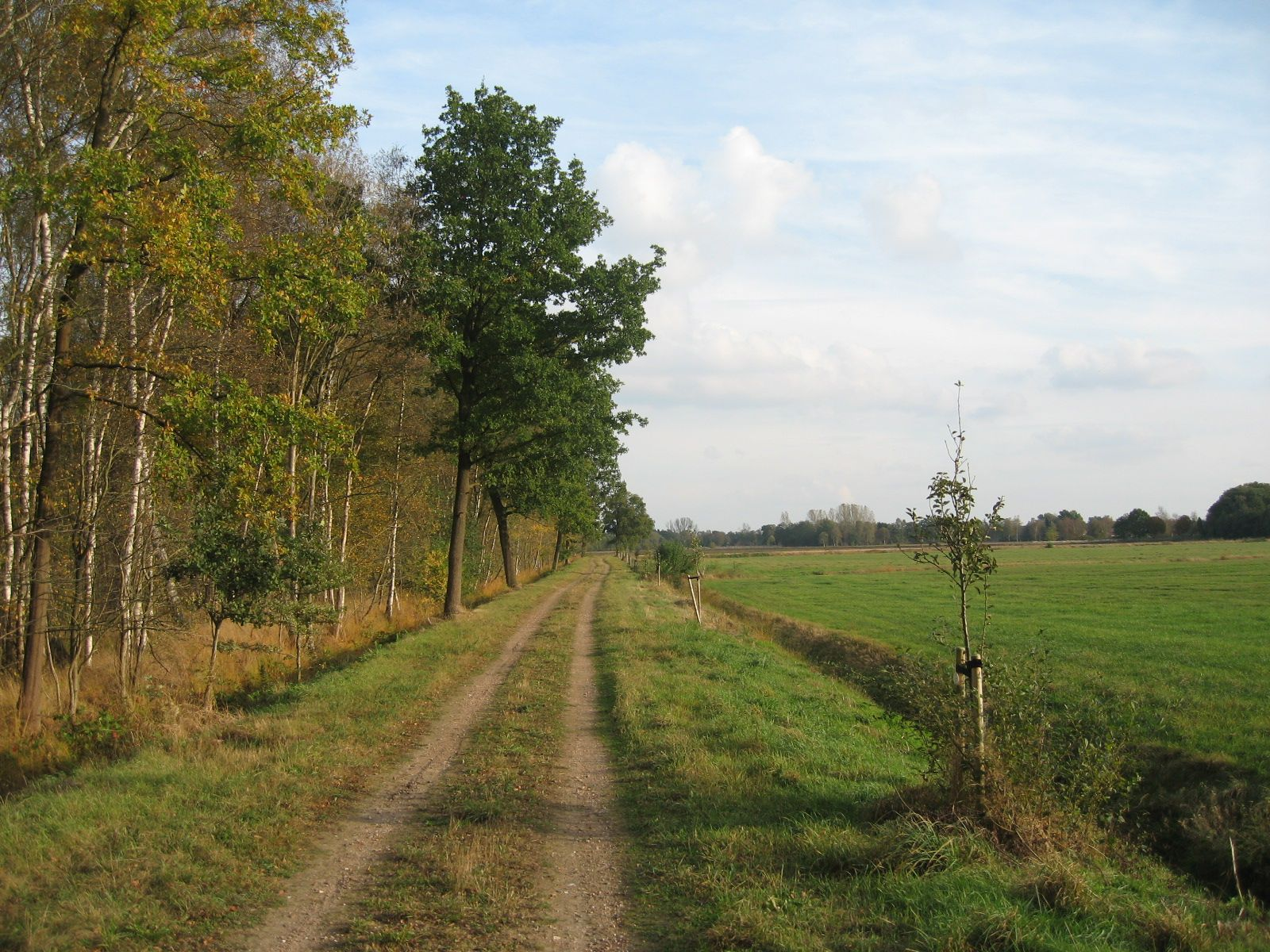
Typischer Feldweg bei Königsmoor

## Geografie

### Geografische Lage
Königsmoor liegt nordwestlich des Naturparks Lüneburger Heide. Die Gemeinde gehört der Samtgemeinde Tostedt an, die ihren Verwaltungssitz in der Gemeinde Tostedt hat. Das Gemeindegebiet wird im Norden und im Westen von der Wümme begrenzt. Königsmoor liegt an der Bahnstrecke Wanne-Eickel–Hamburg.

### Nachbargemeinden
- Tostedt
- Otter
- Schneverdingen
- Fintel
- Vahlde
- Lauenbrück
- Stemmen
- Wistedt

### Gemeindegliederung
Zur Gemeinde Königsmoor gehört nur der Ort Königsmoor.

## Geschichte

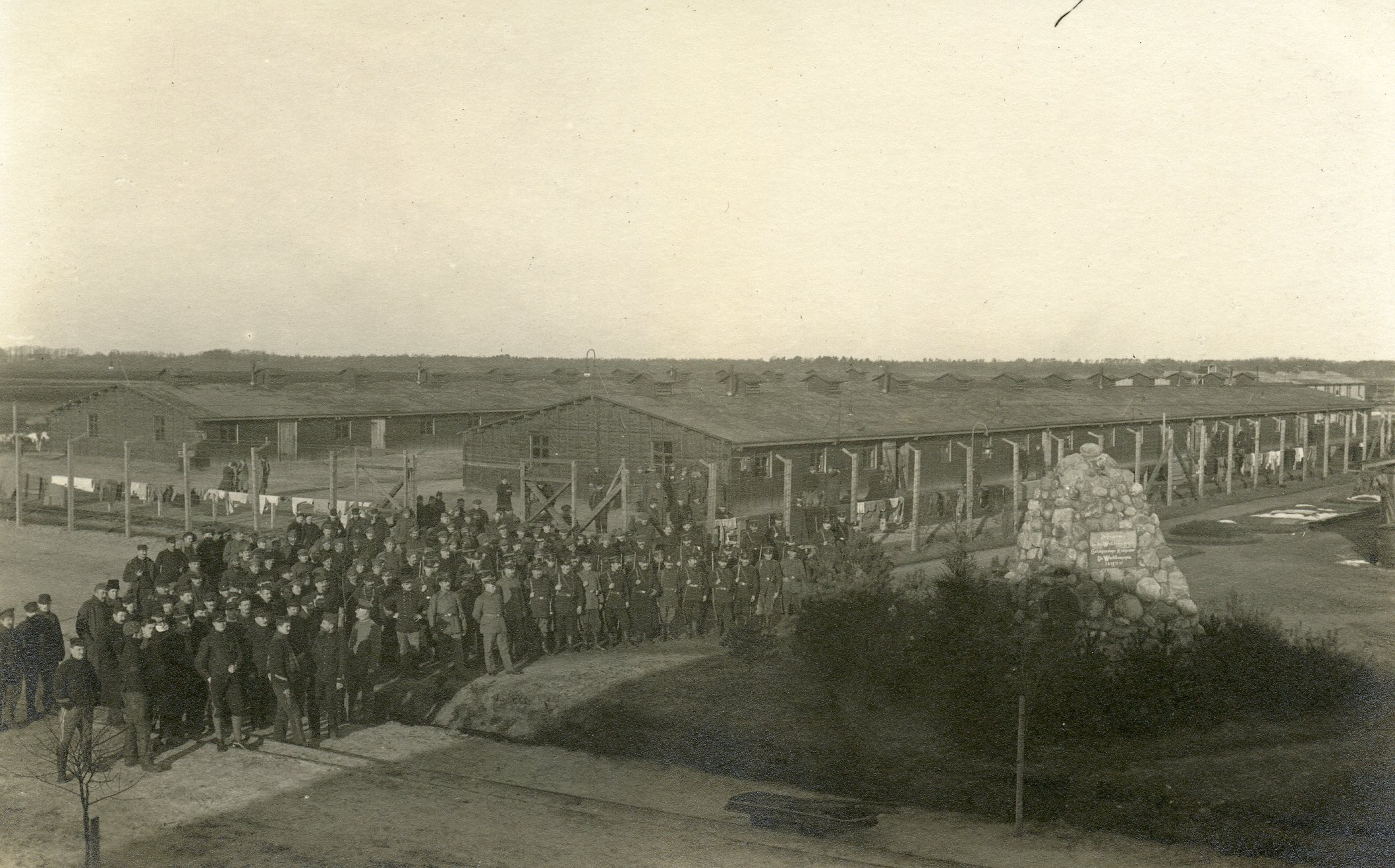
Kriegsgefangenenlager in Königsmoor im Ersten Weltkrieg

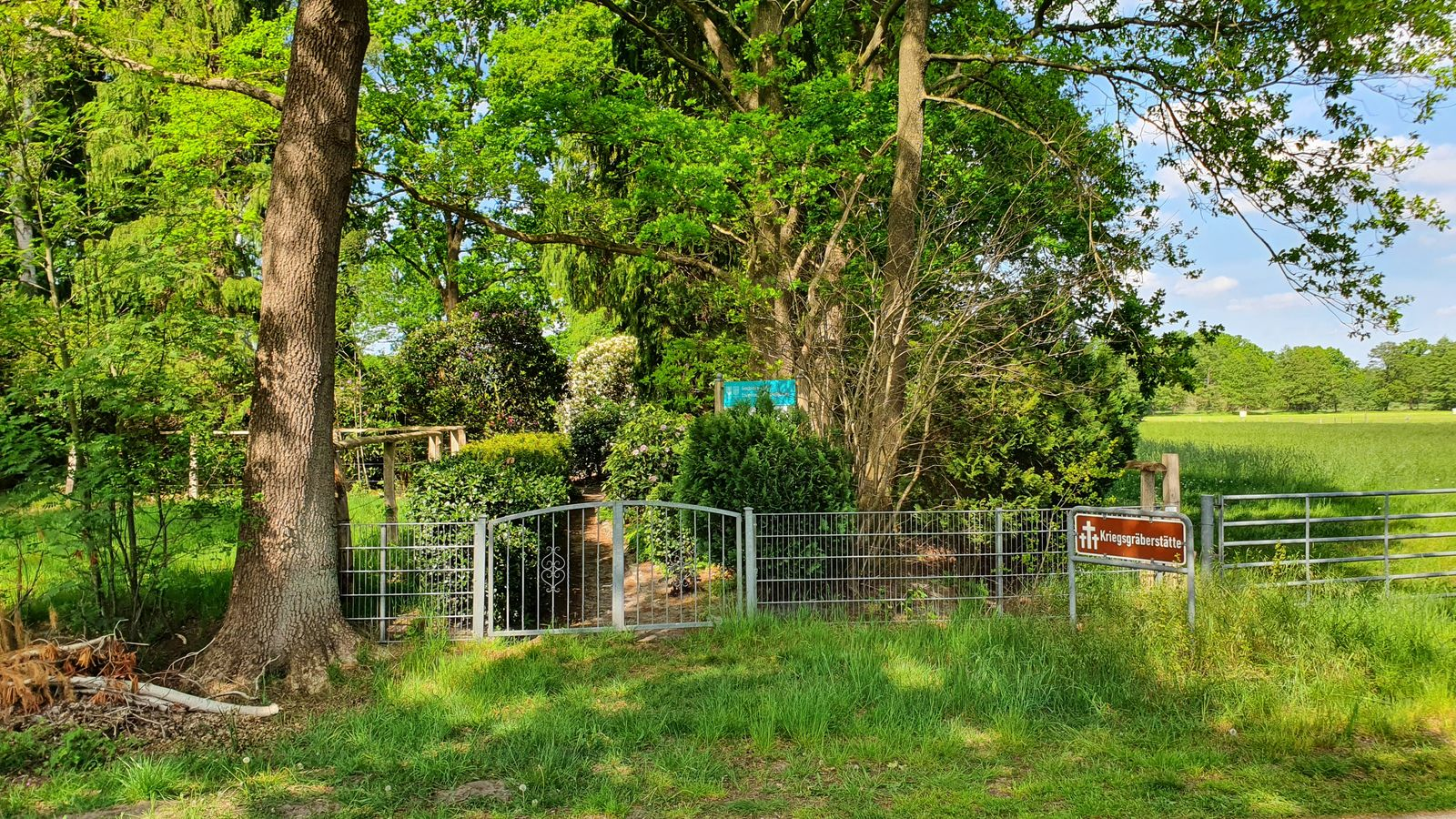
Kriegsgräberstätte in Königsmoor

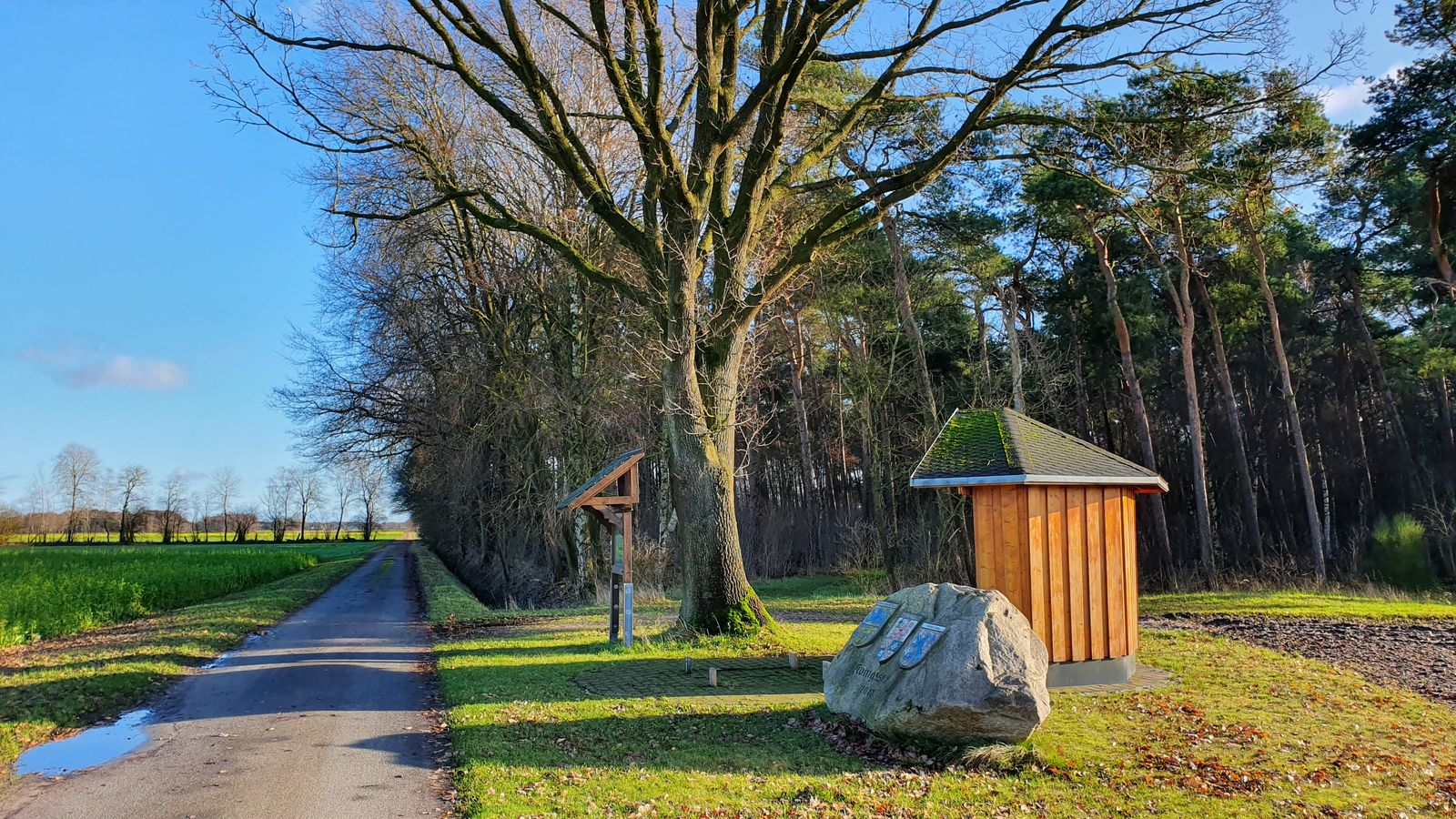
Königsstein in Königsmoor

Im Jahr 1722 hieß das Gebiet noch Todtholzmoor oder Rieper Moor. Bei der Verkoppelung im Jahr 1860 ging der größte Teil des Gebietes an das Königreich Hannover über und erhielt dabei den heutigen Namen Königsmoor. 1887 wurde eine Moorversuchsstation angelegt, die aber 1890 wieder aufgegeben wurde. 1910 wurde eine neue Moorversuchsstation angelegt, in der bis 1974 Verfahren für die Urbarmachung von Mooren entwickelt und getestet wurden. Im Ersten Weltkrieg wurden etwa 1200–1400 Kriegsgefangene aus Russland, Belgien und England zur Trockenlegung eingesetzt.
Etwa ab 1920 wurden die ersten Siedlerstellen für 1.000 RM (umgerechnet etwa 600 Euro) pro Hektar verkauft.
Auf dem 1915 errichteten Friedhof der Moorversuchsanstalt, der heutigen Kriegsgräberstätte Königsmoor (im Volksmund „Russenfriedhof“), ruhen insgesamt 18 Tote des Ersten und Zweiten Weltkrieges. Sie wurden Opfer des Arbeitseinsatzes als Kriegsgefangene in der Moorversuchswirtschaft.
Die Gemeinde Königsmoor wurde am 1. April 1957 im Landkreis Harburg aus Teilen der Gemeinden Todtglüsingen und Wistedt gegründet.

## Politik

### Gemeinderat
Der Gemeinderat, der am 9. September 2021 gewählt wurde, setzt sich wie folgt zusammen:
- SPD 1 Sitz
- UWG 8 Sitze

(Stand: Kommunalwahl am 9. September 2021)

### Bürgermeister
Liste der ehrenamtlichen Bürgermeister:
1957: Theodor Harras
1957-1961: Otto Weichler
1961-1976: Wilhelm Rojahn
1976-2001: Rudolf Kossak
2001-2011: Hans-Jürgen Dahl
2011-2021: Matthias Schuback
3. November 2021-aktuell: Carsten Ritter

### Wappen
Blasonierung: Von Grün und Silber geteilt, oben eine goldene Königskrone, unten ein schwarzer balzender Birkhahn mit roten Wärzchen über den Augen.

## Kultur und Sehenswürdigkeiten

### Theater
Die Laienspielgruppe Wümme-Königsmoor führt jedes Jahr im Frühjahr eine dreiaktige, im Herbst zum Erntedankfest eine einaktige plattdeutsche Komödie auf. Nach den Premieren in Königsmoor folgen oft Gastspiele in den Nachbarorten.

### Sport, Kunst und Musik

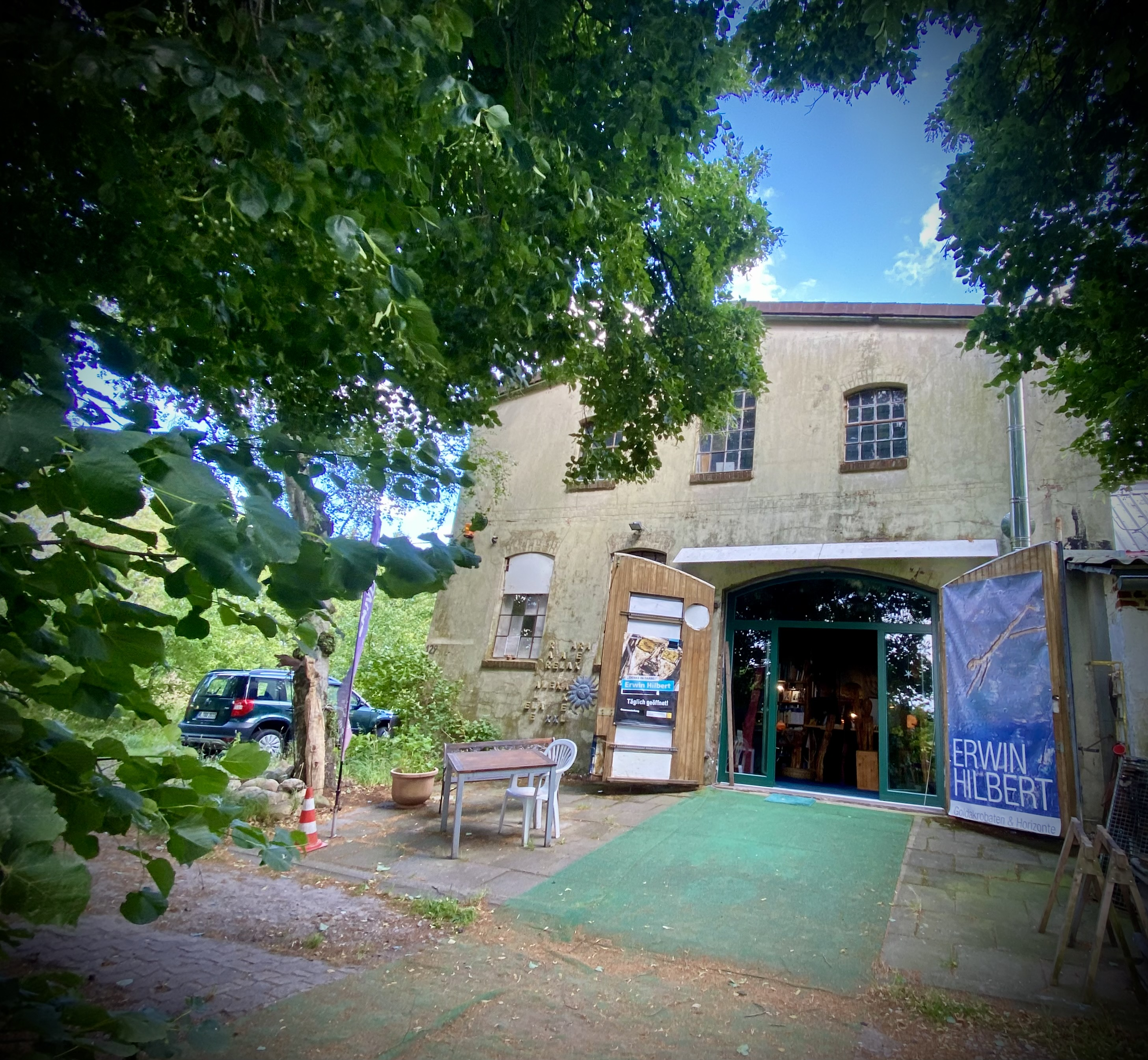
Kunstatelier MyART im KÖMO-Land

Der 1978 gegründete Sportverein Königsmoor 78 e. V. bietet unter anderem Tischtennis, Karate und Judo an.
Der Tostedter Künstler Erwin Hilbert betreibt seit 2015 die Künstlerinitiative „KÖMO-LAND!“ mit seinem Mal und Kunstatelier myART in der Moorversuchsstation. „KÖMOLAND!“ steht für Kunst, Ökologie, Musik & Optimismus.

### Regelmäßige Veranstaltungen
- Schützenfest des Schützenvereins Königsmoor und Umgebung
- Erntedankfest am dritten Wochenende im September
- Stoppelfeldrennen des Stoppelfeldrennen Team Königsmoor
- Osterfeuer am Ostersonntag
- Bosselturnier Sportverein
- Kinderkleiderbörse Sportverein
- Fußball-Pokalturnier des WFC-Melkschuppen
- 1. Mai – Tag der offenen Tür im Atelier „myART!“ (Moorversuchsanstalt)

In jüngster Zeit haben sich auch die Silvesterfeier in der Moorhalle und der vom Sportverein veranstaltete Weihnachtsmarkt zu regelmäßigen Veranstaltungen entwickelt.

## Wirtschaft und Infrastruktur

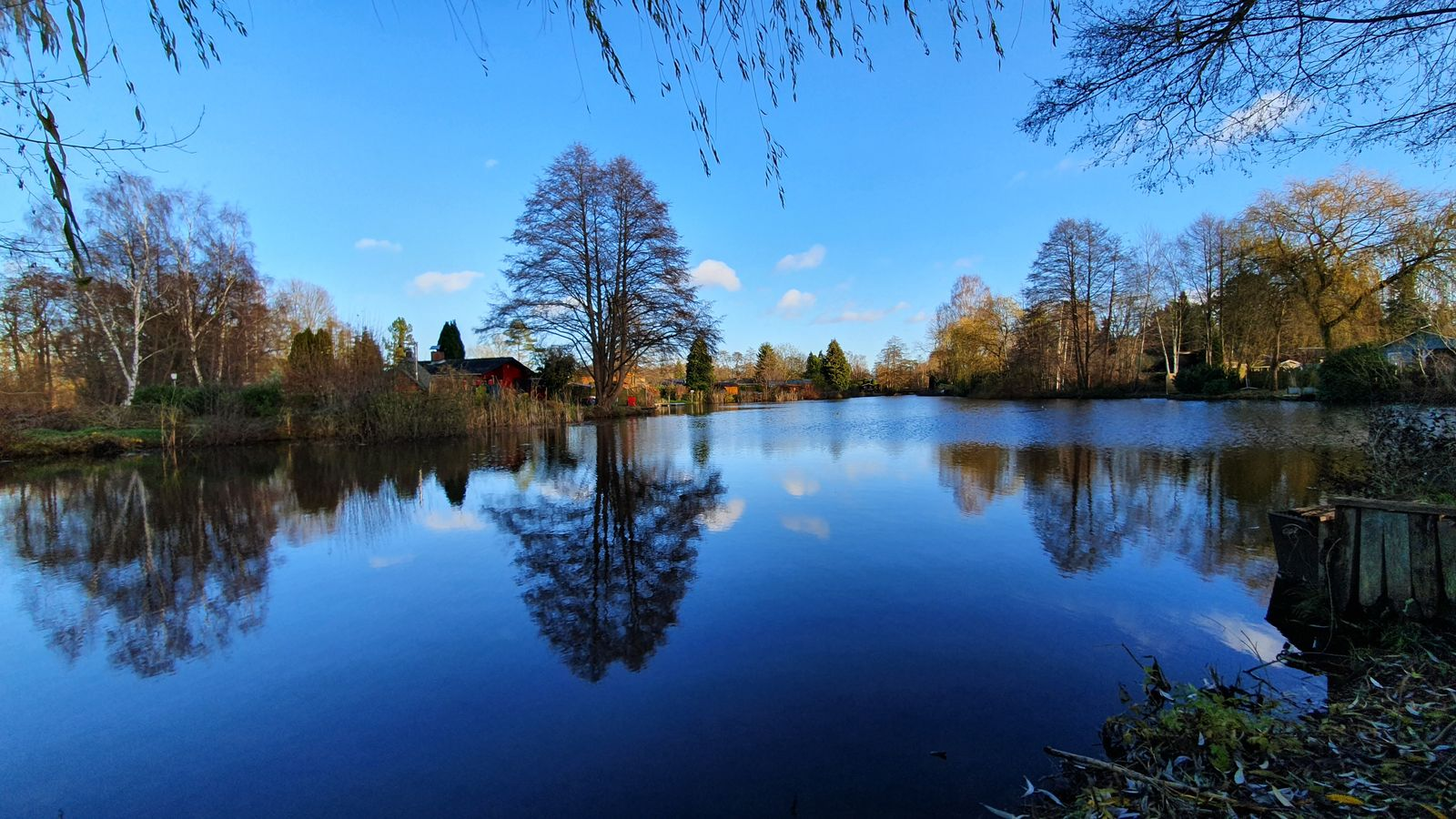
Königsmoor Wümmepark

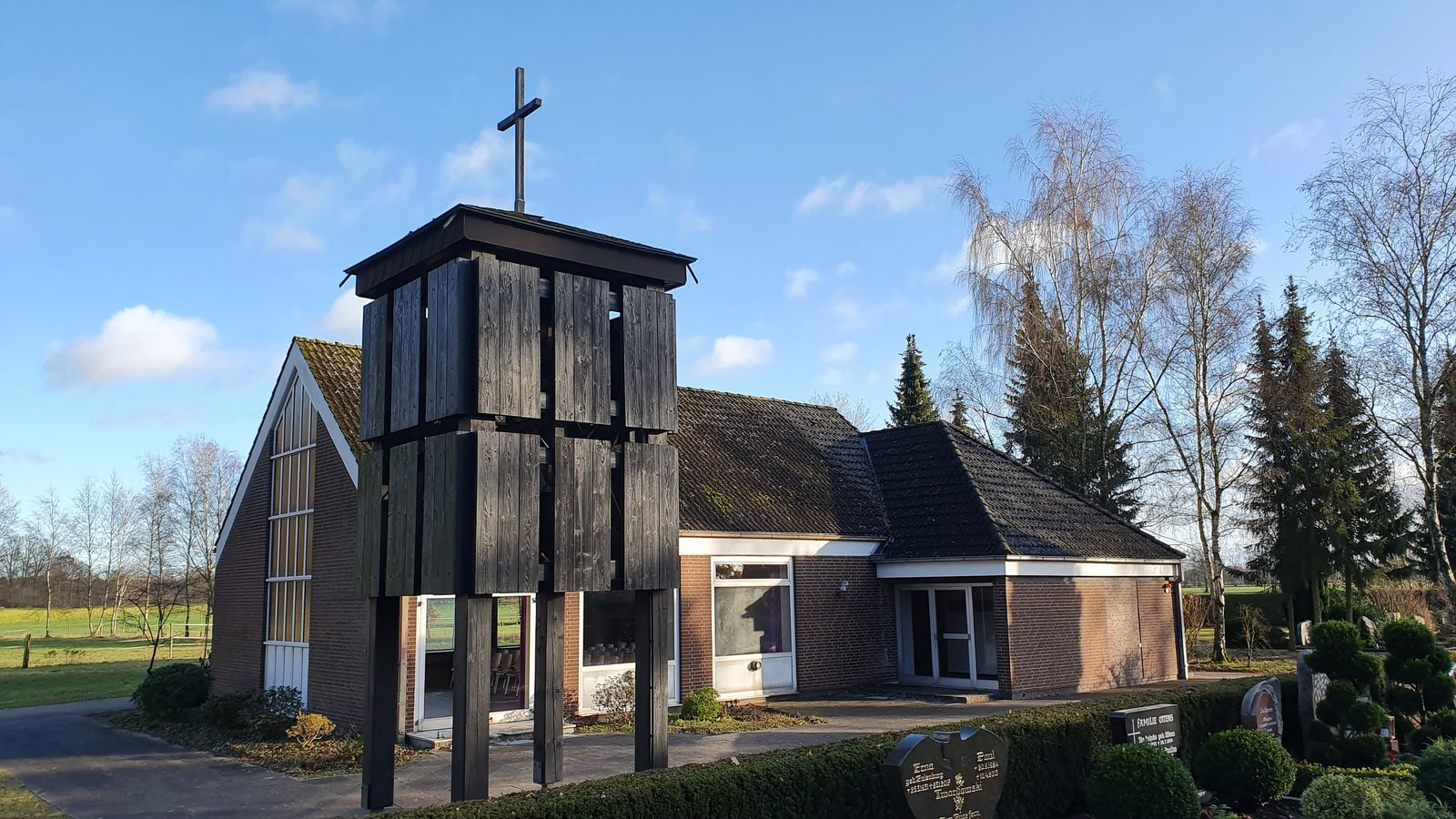
Friedhofskapelle Königsmoor

### Verkehr
- Die Bundesstraße 75 führt nördlich an der Gemeinde vorbei.
- Der 1913 an der Bahnstrecke Wanne-Eickel–Hamburg angelegte Bahnhof Königsmoor wurde im Jahr 1986 wieder stillgelegt und durch die Regionalbuslinie 4881 zum nächstgelegenen Bahnhof Tostedt ersetzt.
- Zusätzlich fahren öffentliche Schulbusse nach Tostedt und Buchholz (Linien 4621 und 4640)